# Gaddanna, Sedam
Gaddanna là một làng thuộc tehsil Sedam, huyện Gulbarga, bang Karnataka, Ấn Độ.